# Merremia palmeri
Merremia palmeri là một loài thực vật có hoa trong họ Bìm bìm. Loài này được (Hallier) Hallier f. mô tả khoa học đầu tiên năm 1899.